# Volavka pobřežní
Volavka pobřežní (Egretta sacra) je druh volavky z Oceánie a východní a jihovýchodní Asie. Vyskytuje se ve dvou barevných morfotypech, a sice břidlicově šedé a čistě bílé. 

## Systematika
Volavku pobřežní poprvé popsal německý přírodovědec Johann Friedrich Gmelin v přepracovaném a rozšířeném vydání Systema Naturae z roku 1789. Tento vědec přiřadil druhu vědecké jméno Ardea sacra. Gmelin tehdy popsal bílou formu ptáka. Druh byl později přeřazen do rud Egretta, který v roce 1817 vytyčil německý přírodovědec Johann Reinhold Forster. Druhové jméno pochází z latinského sacer, což znamená „posvátný“. Vyskytuje se ve dvou poddruzích s následujícím rozšířením:
- E. s. sacra (Gmelin, JF, 1789) – od pobřežních oblastí jižního Bangladéše a Adamanských ostrovů po Rjúkjú, Australasii, Melanésii (kromě Nové Kaledonie) a Tuamotu;
- E. s. albolineata (Gray, GR, 1859) – Nová Kaledonie včetně ostrovů Loyalty.

## Rozšíření a populace
Jak už druhový název napovídá, tento pták obývá pobřežní oblasti jižní Asie od Bangladéše a Japonska a Koreji na jih po Austrálii a Nový Zéland. Odtud se výskyt druhu táhne na východ k pacifickým ostrovům jako jsou Tonga, Markézy, Tuamotu a Jižní souostroví. Celková početnost populace se odhaduje na 100 000–1 000 000 jedinců.

## Popis

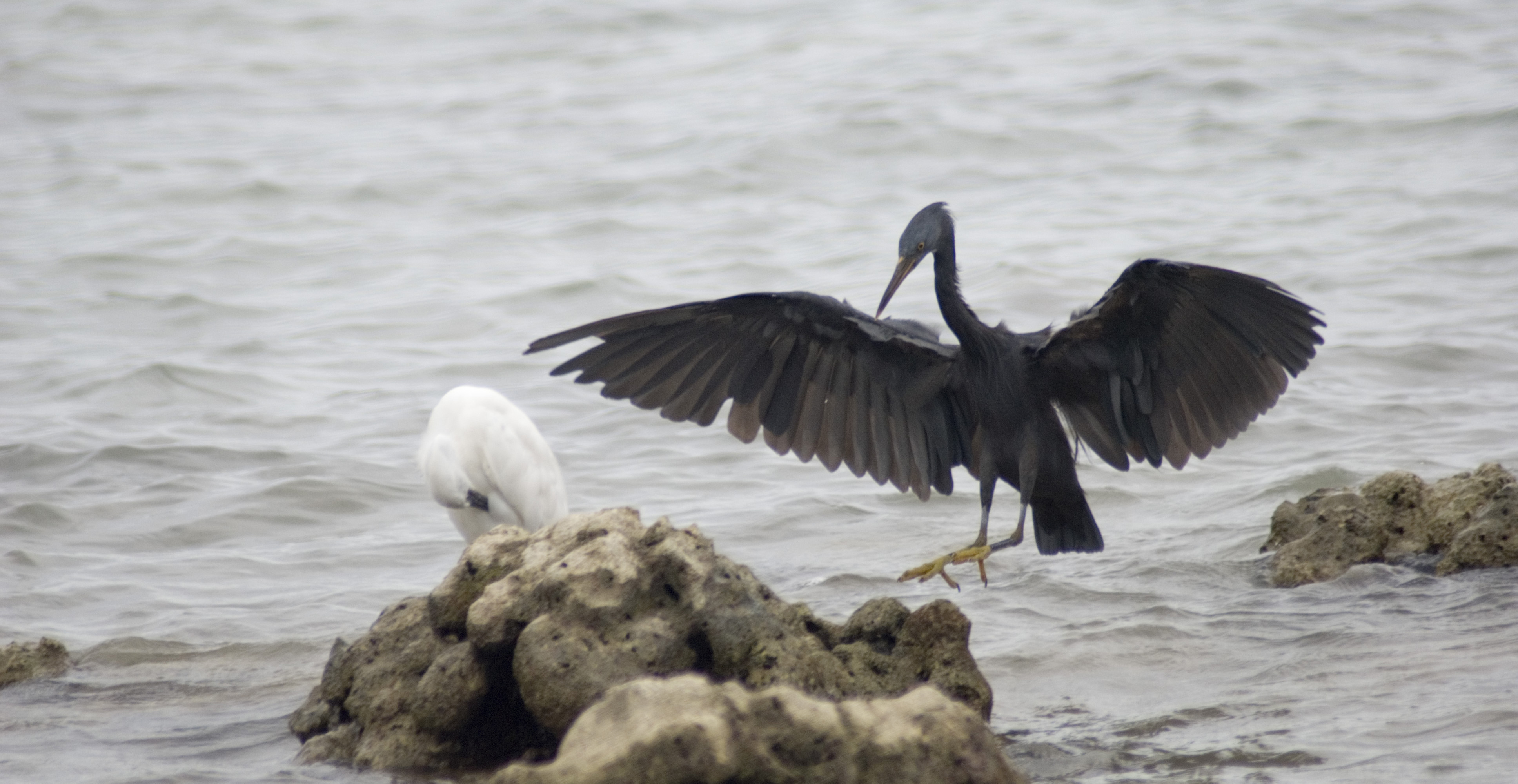
Tmavá a světlá morfa

Jedná se o velkého ptáka s úzkým tělem a dlouhým krkem. Délka těla včetně hlavy dosahuje kolem 60–65 cm, váha se pohybuje kolem 330–450 g a rozpětí křídel dosahuje až 100 cm. Zobák je úzký, avšak na volavku poměrně statný; bývá šedohnědě až žlutě zabarvený. Poměrně krátké nohy jsou světle šedožluté až žlutozelené. Pohlavní dimorfismus není přítomný.
Objevuje se ve dvou morfách, a sice tmavé (břidlicově šedé) a světlé (bílé). Volavky tmavé morfy mají většinu opeření břidlicově zabarvené, pouze na bradě se objevuje světlá skvrna. Na šíji, hřbetu a přední stranně krku jsou chocholkovitá prodloužená pera šedé barvy. Duhovky jsou žluté až oranžovočervené. Volavky světlé morfy mají většinu opeření bílou, prodloužená pera na krku, hřbetu a přední straně krku jsou také bílá. Duhovky jsou žluté. U dospělých nehnízdících jedinců se dlouhá pera u žádné z morf nevyvíjí. Výjimečně se lze setkat i s volavkou strakaté morfy.

## Biologie

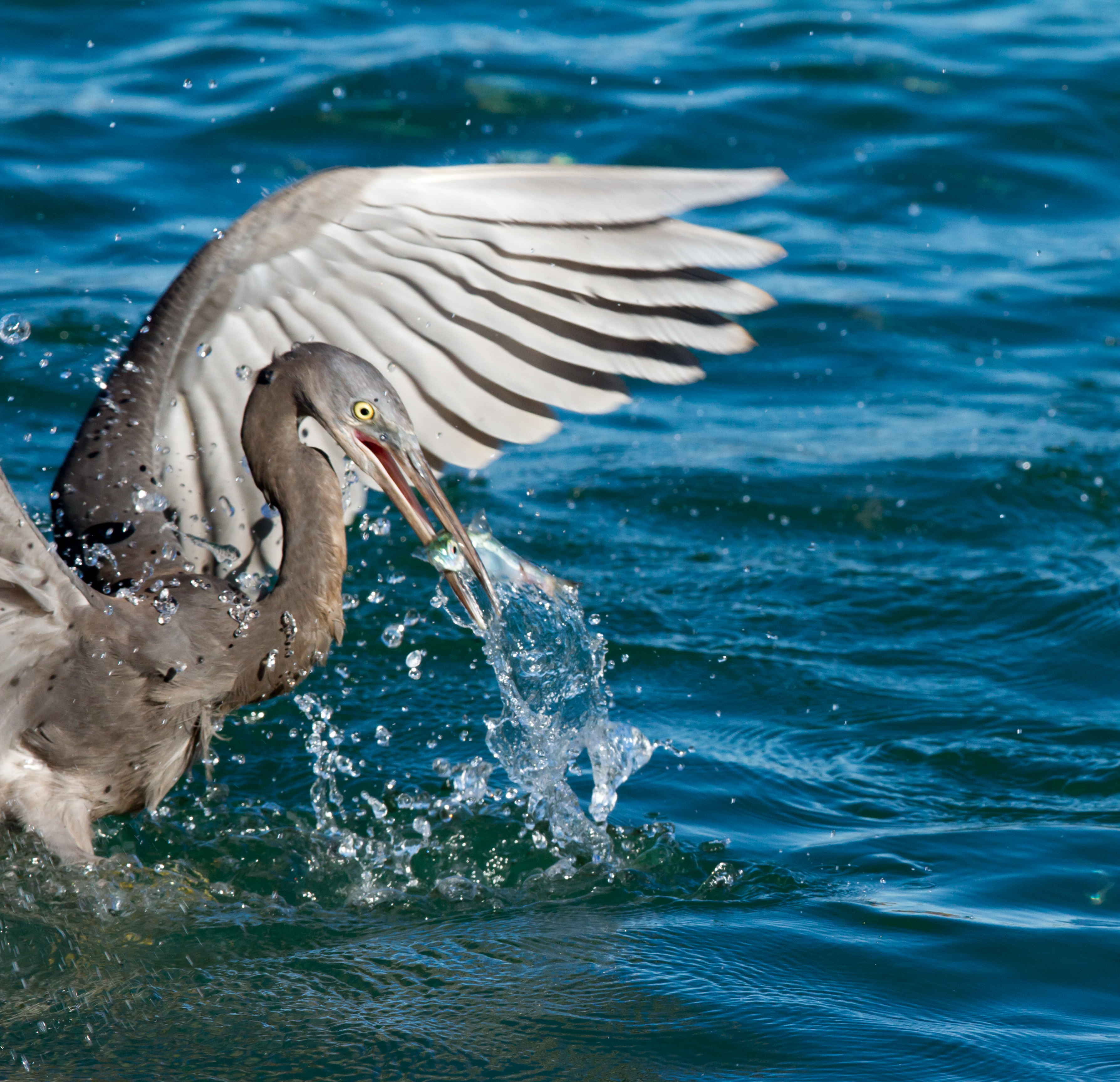
Volka pobřežní při lovu rybky

Tito samotářští ptáci se vyskytují v pobřežních oblastech. Vyskytují se v nízkých hustotách; teritoria volavek mohou být od sebe vzdálena i kilometry daleko. Ke hřadování nicméně může docházet v malých volně sdružených hejnech. Hnízda si staví na zemi ve skalních škvírách či v hustých kořenech stromů. Na Novém Zélandu dochází k hnízdění od září do prosince, samice klade 2–5, nejčastěji 3 světle modrozelené vejce o rozměrech 46×35 mm. Partneři se v sezení na vejcích střídají po dobu 25–28 dní. Ptáčata se osamostatňují ve věku 5–6 týdnů. Může se dožít 14 let.
Živí se převážně malými rybami včetně úhořů a platýsů, nepohrdne ani měkkýši a korýši jako jsou krabi. Potravu sbírá hlavně v měkkém substrátu odkrytém během odlivu. Někdy může kořist chvíli pozorovat, než se ji rozhodne rychlým pohybem krku ulovit, jindy za ní může dokonce běžet. Krmí se v kteroukoliv denní dobu. U druhu může docházet ke kleptoparazitismu, byly např. zaznamenány případy, kdy volavky pobřežní brali kořist ptáčatům v kolonii rybáků.

## Ohrožení
Mezinárodní svaz ochrany přírody hodnotí druh jako málo dotčený. Celková populace druhu není výrazně ohrožena a populační trend je patrně stabilní. Na Novém Zélandu je druh od roku 2013 ohrožený z důvodu narůstajících lidských aktivit v pobřežních oblastech a predaci invazivními savci.